# Tīlemachos Karakalos
Tīlemachos Karakalos (in greco Τηλέμαχος Καράκαλος?; Dimitsana, 1866 – 15 giugno 1951) è stato uno schermidore greco.
Partecipò alle gare di scherma delle prime Olimpiadi moderne che si svolsero ad Atene nel 1896, nella sciabola, vincendo la medaglia d'argento, battuto in finale dal connazionale Iōannīs Geōrgiadīs.